# Marco De Simone
Marco De Simone (Frattamaggiore, Nápoles, Italia, 9 de enero de 1963) es un exfutbolista, entrenador y dirigente deportivo italiano.

## Trayectoria
Jugó tres temporadas en la Serie A italiana (dos en el Cagliari y una en el Napoli, siendo esta la primera de Maradona con el club azzurro), y ocho en la Serie B con Cagliari, Catania y Messina.

## Clubes
| Club            | País   | Año       |
| --------------- | ------ | --------- |
| Frattese        | Italia | 1979-1981 |
| Cagliari        | Italia | 1981-1984 |
| Napoli          | Italia | 1984-1985 |
| Catania         | Italia | 1985-1987 |
| Messina         | Italia | 1987-1992 |
| Giulianova      | Italia | 1992      |
| Sambenedettese  | Italia | 1992-1993 |
| Juventus Stabia | Italia | 1993-1995 |
| Nocerina        | Italia | 1995-1997 |
| Albanova        | Italia | 1997-1998 |

## Palmarés

### Campeonatos nacionales
| Título  | Club     | País   | Año     |
| ------- | -------- | ------ | ------- |
| Serie D | Frattese | Italia | 1979-80 |